# عموم
در روابط عمومی و علوم ارتباطات، مردم را به  گروههای مختلفی تقسیم می کنند و مجموعه همه این گروه‌های افراد با نام عامه مردم، عموم یا همگان (به انگلیسی: Public) شناخته می‌شوند. عموم شامل کلیت تمام گروه‌بندی‌های یک جامعه انسانی است. این مفهوم متفاوت از مفهوم جامعه‌شناسانه از گستره همگانی است. مفهوم عموم، در علوم سیاسی، روان‌شناسی، بازاریابی و تبلیغات تعریف شده است. 

## ریشه یابی واژه
واژه عام و عامه یک واژه غیر فارسی و از عربی به فارسی وارد شده که ریشه این واژه "عم" و به چم (معنی) نادان و سفیه است.
عم بر وزن فاعل به صورت "عامه" در لغت نامه دهخدا مردم بی سواد و بی علم و همه مردم در مقابل (واژه متضاد) خاصه و خواص قرار گرفته است.